# Thörnich
Thörnich település Németországban, Rajna-vidék-Pfalz tartományban. Lakosainak száma 216 fő (2023. december 31.).

## Népesség
A település népességének változása:
| Lakosok száma | 159  | 184  | 193  | 217  | 217  | 216  |
|               | 1975 | 2017 | 2019 | 2021 | 2022 | 2023 |